# مناصر
مناصر (به عربی: مناصر) یک شهرداری در الجزایر است که در استان تیپازه واقع شده‌است.
 مناصر  ۲۵٬۴۸۰ نفر جمعیت دارد.